# كافيرس
كافيرس (بالفرنسية: Caffiers)‏ هي بلدية تقع في إقليم باد كاليه من منطقة نور با دو كاليه في شمال فرنسا. تبلغ مساحة هذه المدينة 4.77 (كم²)، وترتفع عن سطح البحر 112 م، يبلغ عدد سكانها 623 نسمة حسب إحصاء المعهد الوطني للإحصاء والدراسات الاقتصادية سنة 2009 م. وترأس Pascal Gavois البلدية خلال فترة (2008-2014).